# Allan Lawrence
Allan Cleave Evan „Al“ Lawrence (* 9. Juli 1930 in Punchbowl, New South Wales; † 15. Mai 2017 in Houston, Texas) war ein australisch-US-amerikanischer Leichtathlet, der in den 1950er Jahren als Langstreckenläufer erfolgreich war. Er gewann eine olympische Bronzemedaille.

## Leben
Allan Lawrence hielt sich von 1958 bis 1960 in den Vereinigten Staaten auf und startete für die Houston Cougars.
Anfang 1980 erwarb er die US-amerikanische Staatsbürgerschaft und gründete den Al Lawrence Running Club in Houston, der noch heute aktiv ist.
Zusammen mit Mark Scheid verfasste er folgende Bücher (alle erschienen bei Little, Brown & Co):
- The Self-Coached Runner. Boston 1984
- The Self-Coached Runner II: Cross Country and the Shorter Distances. Boston 1987
- Running and Racing after 35. Boston 1990

Allan Lawrence war 1,71 m groß und wog in seiner aktiven Zeit 61 kg.

### Karriere
Lawrence konnte sich mehrfach sowohl bei australischen als auch bei US-amerikanischen Landesmeisterschaften platzieren:
| Jahr                 | 1952       | 1953         | 1954            | 1955      | 1956            | 1957       | 1958       | 1959       | 1960            |
| -------------------- | ---------- | ------------ | --------------- | --------- | --------------- | ---------- | ---------- | ---------- | --------------- |
| 1 Meile (min)        |            |              |                 | 3. 4:14,8 |                 |            |            |            |                 |
| 3 Meilen (min)       | 5. 15:42,6 | 4. 14:38,2   | 2. 14:16,4      | 5.        | 2. 13:45,0      |            | 3. 14:14,2 |            |                 |
| 6 Meilen (min)       |            | 2. 31:12,4   | Meister 29:38,4 |           | Meister 29:05,2 | 3. 30:21,6 | 2. 29:05,8 |            |                 |
| Cross (10 km) (min)  | 6. 34:05   |              |                 |           |                 |            |            |            |                 |
| Marathon (h)         |            | 3. 2:26:43,0 |                 |           |                 |            |            |            |                 |
| 10.000 m (USA) (min) |            |              |                 |           |                 |            |            | 2. 31:35,5 | Meister 30:11,4 |

Darüber hinaus nahm er an den Olympischen Spielen 1956 in Melbourne und 1960 in Rom, den British Empire and Commonwealth Games 1954 in Vancouver sowie den World Student Games UIE 1957 in Moskau teil.
Allan Lawrence war in den späten 1970er und frühen 1980er Jahren auch als Seniorensportler erfolgreich.

### Olympische Spiele Melbourne 1956
Lawrence trat über 5000 Meter und 10.000 Meter an. Über 5000 Meter gewann er in 14:14,67 min zwar seinen Vorlauf vor Wolodymyr Kuz, konnte anschließend jedoch verletzungsbedingt die Konkurrenz nicht mehr fortsetzen. Über 10.000 Meter zeigte er sich hingegen in Topform und lief in 28:53,59 min persönliche Bestzeit. Dafür wurde er mit der Bronzemedaille hinter Kuz (Gold in 28:45,59 min) und dem Ungarn József Kovács (Silber in 28:52,36 min) belohnt.

### Olympische Spiele in Rom 1960
In Rom konnte Lawrence nicht an seine Erfolge von Melbourne anknüpfen. Über 5000 Meter verpasste er die Qualifikation fürs Finale als Vierter seines Vorlaufs. Mit seiner Zeit von 14:10,71 min wäre er auch in den drei anderen Vorläufen nicht weitergekommen. Über 10.000 Meter musste er aufgeben, und im Marathonlauf erreichte er unter 64 Teilnehmern nur Platz 54 (2:38:46,0 h, es siegte der Äthiopier Abebe Bikila in 2:15:16,2 h).

### Commonwealth-Spielen in Vancouver 1954
Lawrence startete über die 3- und die 6-Meilen-Distanz, wo er die Plätze zehn und sechs belegte, sowie im Marathon, den er allerdings nicht beenden konnte.

### Universiade in Moskau 1957
Von den Studentenweltspielen nahm Lawrence gleich zwei Medaillen mit nach Hause. Über 5000 Meter gewann er in 13:54,2 min Bronze hinter dem Ungarn Miklós Szabó (Gold in 13:51,8 min) sowie Friedrich Janke aus der DDR (Silber in 13:52,0 min), und über 10.000 Meter war er in 29:16,4 min nur dem für die Sowjetunion startenden Pjotr Bolotnikow (Gold in 29:14,6 min) unterlegen.

## Bestleistungen
- 5000 m: 13:54,2 min (1957)
- 10.000 m: 28:53,59 min (1956)
- Marathon: 2:26:43,0 h (1953)